# CapMan
CapMan Oyj, fondée en 1989, est un gestionnaire de fonds de capital-investissement coté à la bourse d'Helsinki en Finlande.

## Présentation
La société gère environ 2,8 milliards d'euros de capital dans ses fonds. CapMan possède des actions de dizaines d'entreprises, notamment Cederroth,  Esperi Care, Design House, Lumene Group, Finlayson & Co, Harvia , Kämp Group, The North Alliance, Walki, Komas Oy, Lämpölux, Havator Group et Forenom.
CapMan emploie environ 150 professionnels à Helsinki, Stockholm, Copenhague, Luxembourg et Londres.

## Actionnaires
Fin 2019, les ménages forment le plus grand groupe de propriétaires de CapMan (49,3%), suivi par les entreprises finlandaises (33,3%), les institutions financières et d'assurance (4,1%) et d'autres entités (13,1%). Les actionnaires étrangers possèdent 0,2% et les propriétaires inscrits par prête-nom 6,5%.
Au 29 février 2020, les principaux actionnaires de Capman sont:
| Actionnaire                | Actions    | %     |
| Ilmarinen oy               | 10 318 326 | %6,70 |
| Laakkonen Mikko Kalervo    | 6 378 320  | %4,14 |
| OY Inventiainvest AB       | 4 723 703  | %3,07 |
| Varma                      | 3 675 215  | %2,39 |
| Joensuun Kauppa Ja Kone Oy | 3 280 553  | %2,13 |
| Vesasco Oy                 | 3 088 469  | %2,01 |
| Valtion Eläkerahasto       | 2 500 000  | %1,62 |